# Tumultos palestinos de 1929

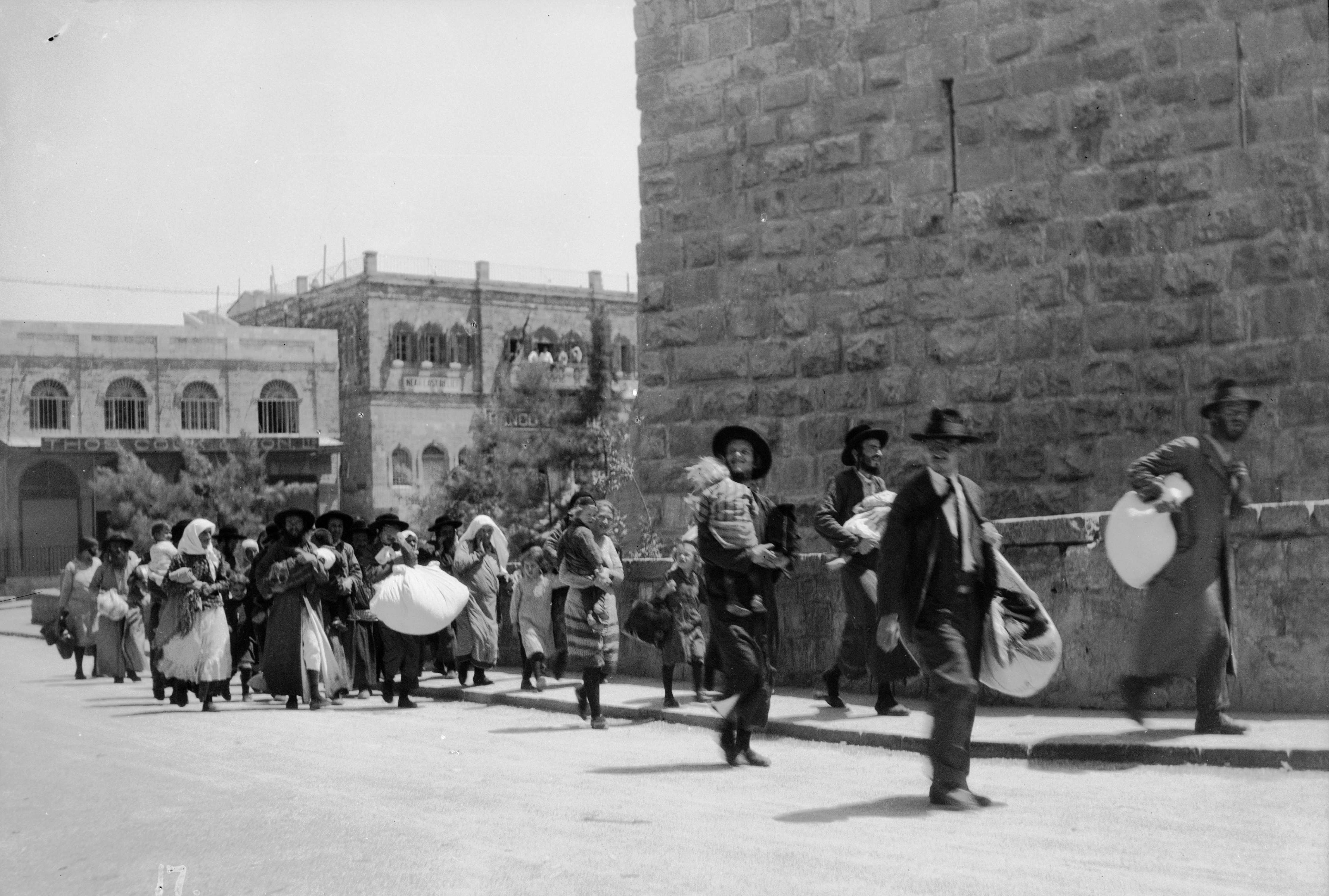
Durante os tumultos palestinos de 1929, as famílias judias no Portão de Jaffa fugiram da Cidade Velha de Jerusalém.

Os distúrbios árabes de 1929 na Palestina, ou a Revolta de Buraq (em árabe: ثورة البراق, Thawrat al-Buraq), também conhecidos como Massacres de 1929, (hebraico: מאורעות תרפ"ט, Meora'ot Tarpat, lit. Anno Mundi) refere-se a uma série de manifestações e motins no final de agosto de 1929, quando uma longa disputa entre muçulmanos e judeus pelo acesso ao Muro das Lamentações em Jerusalém se transformou em violência.
Os tumultos assumiram a forma, na maioria dos casos, de ataques por árabes contra judeus acompanhados de destruição de propriedades judaicas. Durante a semana de tumultos de 23 a 29 de agosto, 133 judeus foram mortos e entre 198 e 241 outros ficaram feridos, a grande maioria deles desarmados e foram assassinados em suas casas pelos árabes, enquanto pelo menos 116 árabes foram mortos e pelo menos 232 ficaram feridos, principalmente pela polícia britânica, enquanto tentavam suprimir os tumultos, embora cerca de 20 tenham sido mortos por ataques judaicos ou tiroteios indiscriminados britânicos. Durante os tumultos, 17 comunidades judaicas foram evacuadas.
A Comissão Shaw, nomeada pelos britânicos, descobriu que a causa fundamental da violência "sem a qual, em nossa opinião, os distúrbios não teriam ocorrido ou não teriam sido pouco mais do que uma revolta local, é o sentimento árabe de animosidade e hostilidade em relação aos judeus sobre o desapontamento de suas aspirações políticas e nacionais e o temor por seu futuro econômico." Ele também atribuiu a causa como sendo o medo árabe dos imigrantes judeus "não apenas como uma ameaça à sua subsistência, mas como um possível suserano do futuro." O historiador israelense Avraham Sela descreveu os motins como "sem precedentes na história do conflito árabe-judaico na Palestina, em duração, alcance geográfico e danos diretos à vida e à propriedade".